# Шпінгаліха (Березівка)
Шпінгаліха, Березівка — річка в Україні, у Таращанському районі Київської області. Ліва притока Гнилого Тікичу (басейн Південного Бугу).

## Опис
Довжина річки 22  км., похил річки — 1,9 м/км. Формується з багатьох безіменних струмків та водойм. Площа басейну 106 км².

## Розташування
Шпінгаліха бере початок на північному сході від села Велика Вовнянка. Тече переважно на південний схід у межах сіл Малої Березянки, Великої Березянки та Антонівки. На околиці Косяківки впадає у річку Гнилий Тікич, ліву притоку Тікичу.